# Coppa Italia 2009-2010 (hockey in-line)
La Coppa Italia 2009-2010 è stata l'11ª edizione della principale coppa nazionale italiana di hockey in-line. È stata disputata dal 5 settembre al 8 dicembre 2009. 
L'Asiago Vipers si è aggiudicato il trofeo per la quinta volta nella sua storia sconfiggendo in finale l'Edera Trieste.

## Partite

### Ottavi di finale
| Squadra 1            | Risultato | Squadra 2      |
| -------------------- | --------- | -------------- |
| 5 e 6 settembre 2009 |           |                |
| Draghi Torino        | 6 - 3     | Ferrara        |
| Milano Quanta        | 8 - 0     | Invicta Modena |
| Pirati Civitavecchia | 2 - 1     | Monleale       |
| Polet Trieste        | n.d.      | Libertas Forlì |

### Quarti di finale
- Gare di andata: 12 e 13 settembre 2009
- Gare di ritorno: 19 e 20 settembre 2009

| Squadra 1            | Totale | Squadra 2       | Andata | Ritorno |
| -------------------- | ------ | --------------- | ------ | ------- |
| Draghi Torino        | 3 - 16 | Edera Trieste   | 3 - 5  | 0 - 11  |
| Milano Quanta        | 8 - 6  | Diavoli Vicenza | 3 - 2  | 5 - 4   |
| Pirati Civitavecchia | 7 - 14 | Asiago Vipers   | 2 - 4  | 5 - 10  |
| Polet Trieste        | 2 - 17 | Lions Arezzo    | 1 - 9  | 1 - 8   |

### Semifinali
- Gare di andata: 26 e 27 settembre 2009
- Gare di ritorno: 3 e 4 ottobre 2009

| Squadra 1     | Totale | Squadra 2     | Andata | Ritorno |
| ------------- | ------ | ------------- | ------ | ------- |
| Edera Trieste | 10 - 7 | Milano Quanta | 5 - 4  | 5 - 3   |
| Asiago Vipers | 14 - 6 | Lions Arezzo  | 8 - 4  | 6 - 2   |

### Finale
- Gare di andata: 17 novembre 2009
- Gare di ritorno: 8 dicembre 2009

| Squadra 1     | Totale | Squadra 2     | Andata | Ritorno |
| ------------- | ------ | ------------- | ------ | ------- |
| Edera Trieste | 7 - 12 | Asiago Vipers | 3 - 5  | 4 - 7   |